# Octavio Salazar Benítez
Octavio Salazar Benítez (Cabra, 23 de diciembre de 1969) es un jurista español especialista en derecho constitucional, especialmente conocido por sus trabajos sobre lucha de género. Es miembro de la Red feminista de Derecho Constitucional.  

## Trayectoria
Estudió Derecho en la Universidad de Córdoba y realizó su tesis sobre "El candidato en el actual sistema de democracia representativa" (1999). Fue vicedecano de la Facultad de Derecho de 1998 a  2002. En el año 2000 recibió el IV Premio de Investigación de la Cátedra para la Igualdad de la Mujer Leonor de Guzmán de la Universidad de Córdoba por un trabajo sobre la constitucionalidad de las cuotas electorales femeninas publicado en 2001.
La participación política de la mujer, la representación política, la ciudadanía y la diversidad cultural son ejes habituales de sus publicaciones que compagina con su trabajo como profesor titular de Derecho Constitucional de la Universidad de Córdoba acreditado como catedrático.  
En 2004-2005  participó es un proyecto de investigación con la Universidad del Rosario en Colombia sobre población desplazada subvencionado por la Agencia Española de Cooperación Internacional. A partir de la investigación publica "Mecanismos jurídicos de protección de la población desplazada" y ha realizado estancias de investigación en diversas universidades como La Sapienza de Roma, la Universidad de Mesina en Sicilia y en diversas universidades de Colombia.
En la Universidad de Córdoba es miembro de la Comisión de Igualdad y participó en la comisión redactora del I Plan de Igualdad UCO y en la redacción del Protocolo contra el acto sexual de la universidad. Miembro del Consejo Asesor de la Cátedra Leonor de Guzmán de Estudios sobre las Mujeres de la UCO, de la Red feminista de Derecho Constitucional.
Salazar es habitual colaborador en medios de comunicación. Desde el año 1996 colabora en el Diario Córdoba y colabora también en la Cadena Ser (Radio Córdoba) en los programas “Abierto en domingo” y “La ventana” con El País, eldiario.es o El Huffington Post.
Ha publicado numerosos libros y artículos sobre masculinidad hegemónica y la utilización de estereotipos en cine y teatro que consolidan el patriarcado, entre ellos en 2015  La Igualdad en Rodaje: Masculinidades, Género y Cine en el que denuncia cómo el cine ha reflejado un modelo de masculinidad hegemónica y como ha contribuido a reproducirla. En 2017 publicó la biografía novelada Autorretrato de un macho disidente.
En 2017 recibió el Premio Hombre Progresista 2017  "por su labor docente e investigadora sobre la igualdad de género, nuevas masculinidades, diversidad cultural y derechos LGTBI, y sus continuas manifestaciones y artículos relacionados con la defensa de los derechos de las mujeres".

## Premios y reconocimientos
- 2000 IV Premio de Investigación de la Cátedra para la Igualdad de la Mujer Leonor de Guzmán de la Universidad de Córdoba.
- 2012 Premio de Investigación de la Cátedra Córdoba Ciudad Intercultural por un trabajo sobre la igualdad de género como límite de la diversidad cultural
- 2017 Premio Hombre Progresista otorgado por la Federación de Mujeres Progresitas

## Publicaciones (selección)

### Libros
- El candidato en el actual sistema de democracia representativa (1999) Tesis doctoral. Editorial Comares, Granada
- Las cuotas electorales femeninas: una exigencia del principio de igualdad sustancial. (2001) Universidad de Córdoba
- La ciudadanía perpleja. Claves y dilemas del sistema electoral español (Laberinto, 2006)
- Las horas. El tiempo de las mujeres (Tirant lo Blanch, 2006)
- El sistema de gobierno municipal (CEPC 2007)
- Cartografías de la igualdad (Tirant lo Blanch, 2011)
- Masculinidades y ciudadanía. Los hombres también tenemos género (Dykinson, 2013)
- La igualdad en rodaje: Masculinidades, género y cine (Tirant lo Blanch, 2015)
- Autonomía, género y diversidad: itinerarios feministas para una democracia intercultural (Tirant lo Blanch, 2017)
- Autorretrato de un macho disidente (Huso, 2017)
- El hombre que no deberíamos ser (Planeta, 2018)

### Artículos
- Las horas de las mujeres Ámbitos: revista de estudios de ciencias sociales y humanidades,  1575-2100, N.º. 11, 2004, págs. 55-61
- Otras masculinidades posibles: hacia una humanidad diferente y diferenciada Recerca: revista de pensament i analisi,  1130-6149, N.º. 12, 2012
- Ciudadanía, género y poder: la paridad como principio constitucional  Cuestiones de género: de la igualdad y la diferencia,  1699-597X, N.º. 10, 2015
- La superación feminista de las masculinidades sagradas. Por Juan José Tamayo Acosta y Octavio Salazar Benítez Atlánticas: revista internacional de estudios feministas,  2530-2736, Vol. 1, N.º. 1, 2016
- La gestación por sustitución desde una perspectiva jurídica: Algunas reflexiones sobre el conflicto entre deseos y derechos. Revista de derecho político,  0211-979X, N.º 99, 2017, págs. 79-120